# NGC 6847
NGC 6847 é um aglomerado aberto com nebulosa na direção da constelação de Cygnus. O objeto foi descoberto pelo astrônomo William Herschel em 1784, usando um telescópio refletor com abertura de 18,6 polegadas. 